# Lovelyz
Le Lovelyz (러블리즈?) sono state un gruppo musicale sudcoreano formatosi a Seul nel 2014. Il loro album di debutto Girls' Invasion è stato pubblicato il 17 novembre 2014.
Il 1º novembre 2021 è stato annunciato che il gruppo si sarebbe sciolto dopo che sette degli otto membri (eccetto Baby Soul) avevano deciso di non rinnovare il contratto con la Woolim Entertainment.

## Storia

### Pre-debutto
Prima della formazione del gruppo, la maggior parte dei membri ha avuto una certa esperienza nel settore dello spettacolo.
Babysoul ha fatto la sua prima apparizione nel 2011 nella canzone Crying degli Infinite H, contenuta nell'album degli Infinite Over the Top. Nel novembre del 2011 ha debuttato come solista con il singolo No Better Than Strangers, in cui ha duettato con Wheesung, e ha poi cantato con la tirocinante della Woollim Yoo Jia e Dongwoo degli Infinite per il brano She's A Flirt. Nel 2013, ha partecipato alla canzone Fly High degli Infinite H.
Nel 2010, Jiae ha fatto un'apparizione nello show di pre-debutto degli Infinite Infinite! You're My Oppa. Dopo due mesi di registrazione con il gruppo, Jiae ha fatto un'audizione ed è entrata alla Woollim Entertainment come tirocinante. Ha fatto il suo debutto ufficiale nel 2013 con il singolo digitale Delight.
Jin ha fatto la sua prima apparizione nel novembre del 2013 con la canzone Gone, con la partecipazione di Xiumin degli EXO.
Il 27 dicembre 2013, Babysoul, Jiae, Jisoo, Mijoo, Kei, Jin e Sujeong hanno fatto un'apparizione ai KBS Gayo Daechukje come ballerine femminili per la performance di Man in Love degli Infinite.
Mijoo ha fatto la sua prima apparizione nel maggio 2014 come attrice femminile nel video di Last Romeo degli Infinite.

### 2014-oggi: debutto
Il 3 novembre 2014, la Woollim Entertainment ha annunciato il debutto delle Lovelyz. In seguito al coinvolgimento di Jisoo in uno scandalo che la vedeva accusata di abusare dei suoi partner e di avere pubblicato foto di nudo di un ex fidanzato senza il suo consenso, è stata allontanata dalle attività del gruppo e ricoverata in stato di shock. L'agenzia ha sporto denuncia e il responsabile delle voci è stato messo sotto accusa il 20 gennaio 2015.
Il gruppo ha pubblicato il 10 novembre la canzone Goodnight Like Yesterday e si è esibito live in sette il 12 novembre al K-Art Hall Olympic Park. L'album di debutto Girls' Invasion e il video per il singolo principale, Candy Jelly Love, sono stati pubblicati il 17 novembre.
A febbraio 2015 la Woollim Entertainment ha annunciato che Jisoo non avrebbe preso parte alle successive promozioni, ma che avrebbe raggiunto il gruppo in futuro. L'album del gruppo è stato ripubblicato il 3 marzo con una nuova title track, Hi~, il cui video musicale è stato pubblicato il 2 marzo 2015.

## Formazione
- Baby Soul (베이비 설) – leader, voce, rap (2014-2021)
- Yoo Jiae (유지애) – voce (2014-2021)
- Seo Jisoo (서지수) – voce, rap (2014-2021)
- Lee Seungah (이승아) – (2014-2021)
- Kei (케이) – voce (2014-2021)
- Jin (진) – voce (2014-2021)
- Ryu Sujeong (류수정) – voce (2014-2021)
- Jung Ye-in (정예인) – voce (2014-2021)

## Discografia

### Album in studio
- 2014 – Girls' Invasion
- 2017 – R U Ready?

### EP
- 2015 – Lovelyz8
- 2016 – A New Trilogy
- 2017 – Fall in Lovelyz
- 2018 – Heal
- 2018 – Sanctuary
- 2019 – Once Upon a Time
- 2020 – Unforgettable

### Raccolte e reissue
- 2015 – Hi~ (reissue di Girl's Invasion)
- 2017 – Now, We (reissue di R U Ready?)
- 2018 – Muse on Music (compilation strumentale)

### Singoli
- 2015 – Lovelinus

## Video musicali
- 2014 – Goodnight Like Yesterday
- 2014 – Candy Jelly Love
- 2015 – Hi~
- 2015 – Shooting Star
- 2015 – Ah-Choo
- 2015 – For You
- 2016 – Destiny
- 2017 – Now, We
- 2018 – Wag-zak
- 2018 – Lost N Found
- 2019 – Beautiful Days